# Tri Ralpachen
 Tri Ralpachan , Wylie:  Khri-Gtsug-lde-brtsan  , (r. 815-ca. 841) wordt in de traditionele lijst van de koningen van Tibet als de eenenveertigste benoemd.

## Achtergrond
Zijn vader en voorganger was Sadnaleg (r.800-815). Ralpachan was de tweede van vijf broers. De oudste, Tsangma, wordt verondersteld een boeddhistische monnik geworden te zijn. De twee jongste broers overleden op jeugdige leeftijd. De middelste broer was Langdarma.

## De situatie van het rijk

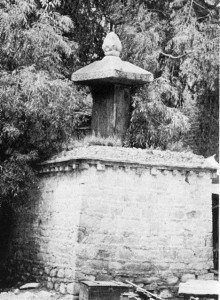
De tekst van het Verdrag van Chang'an in zowel Chinees als Tibetaans op de pilaar van het verdrag van Chang'an bij de Jokhang tempel.Zie voor Engelse vertaling van de tekst

Het Tibetaanse rijk had aan het eind van de achtste eeuw zijn grootste omvang bereikt. Delen van wat nu Sichuan, Sinkiang, Gansu is en belangrijke posten aan de Zijderoute zoals Dunhuang en de stadstaat Khotan maakten deel uit van het rijk. Grote delen van het rijk lagen dus tussen het China van de Tang-dynastie en gebieden die beheerst werden door Arabieren, Perzen en Oeigoeren
Vanaf het tweede decennium van de negende eeuw vindt er tussen die groepen voortdurend wisselende coalitievorming en militaire strijd plaats. Circa 815 komt via een huwelijk van een prinses uit de Tang-dynastie met een Oeigoerse khan een alliantie tussen die twee partijen tot stand. Die alliantie had zonder meer tot doel de Tibetanen in ieder geval uit de Gansu-corridor te verdrijven door hen zowel vanuit het oosten als westen gelijktijdig aan te vallen.
In de manuscripten van Dunhuang wordt meerdere malen de wreedheid van alle partijen in de oorlog die volgde beschreven. Het bekendste feit daarin, was de volledige liquidatie van de bevolking van Khartsen, het huidige Lanzhou, door het Tibetaanse leger. 
De Tibetaanse leiding achtte het noodzakelijk een speciale tempel te stichten , de Tempel van het verdrag die gewijd was aan de boetedoening voor deze daden.
In 821 en 822 wordt een serie verdragen gesloten tussen Tibet en de Oeigoeren en tussen Tibet en China. Het Verdrag van Chang'an met China is bekend door de tweetalige inscriptie op de monoliet in Lhasa en staat bekend als het verdrag van oom-en-neef. Zowel in het Tibetaans als het Chinees zijn de termen voor  oom en neef  en die van schoonvader en schoonzoon  echter identiek. In de tekst van de inscriptie wordt onder meer gerefereerd aan de komst van de Chinese prinses Jincheng in 710 naar Tibet. Hedendaagse tibetologen gaan er dan ook van uit, dat als het verdrag in dit soort termen benoemd moet worden, die van schoonvader en schoonzoon de correcte zijn.
Pilaren met een identieke tekst werden geplaatst in Chang'an en aan de grens tussen beide landen bij Ch'ing-shui.
De toenemende invloed van de boeddhistische geestelijkheid wordt duidelijk in de tekst van de inscriptie. De eerste ondertekenaar van de tekst van het verdrag was de boeddhistische minister Drenka Palgyi Yönten. Deze zou in de volgende twee decennia een van de meest invloedrijke personen van het Tibetaanse rijk worden.

## Ralpachan en het boeddhisme
Ralpachan ondersteunde de verspreiding van boeddhisme met genereuze schenkingen aan de religieuze gemeenschap. Hij bouwde daarbij voort op een traditie die gestart was in de periode van Trisong Detsen (755-797. In het Testament van Ba wordt een aantal voorzieningen genoemd die getroffen waren na de bouw van het eerste klooster in Tibet, Samye.
Honderdvijftig huishoudens werden door het hof als horigen aan de religieuze gemeenschap toegewezen. Ieder jaar dient het hoofd van de religieuze gemeenschap van hen vijfenzeventig ladingen gerst te ontvangen, alsmede negen volledige kostuumuitrustingen, 1100 ons boter, een paard, vier balen papier, drie maten inkt en zout zoveel als zij nodig hebben. De vijfentwintig kluizenaars van Chimpu ontvangen ieder elk jaar vijfenvijftig ladingen gerst, 800 ons boter, een paard en zes volledige kostuumuitrustingen— 
In toenemende mate werden deze voorzieningen ook voor andere kloosters getroffen. De kloosters hadden belastingvrijdom en de horigen die voor het klooster werkten waren vrijgesteld van militaire plichten.
De verder toenemende politieke invloed van boeddhisten wekte weerstand bij de oude aristocratische familieclans. In meerdere documenten wordt over Ralpachan opgemerkt dat hij de staatszaken verwaarloosde en overliet aan de boeddhistische ministers. In die documenten wordt Ralpachan als een zwakke persoonlijkheid beschreven, die feitelijk niet in staat was het land met krachtige hand te besturen. In de annalen van de Tang-dynastie wordt over Ralpachan gemeld, dat hij zeer langdurig ziek was en gedurende lange tijd niet in staat was tot regeren.
De weerstand tegen Ralpachan is zichtbaar in gevonden documenten met zinnen als:
Als een minister die leek is de koning wel zestien maal groet, wordt deze genegeerd, maar als hij een religieus persoon ziet, zelfs vanaf een afstand, groet de koning deze onmiddellijk.
De koning regeert zoals de boeddhisten dat wensen; de politieke macht is aan de monniken gegeven— 
In deze periode waren er ook kennelijk harde maatregelen noodzakelijk om respect voor het boeddhisme af te dwingen.
In de periode van de koning Tri Ralpachan werden de religieuze wetten zeer streng. Diegenen die achterdochtig naar de kloostergemeenschappen keken of daar dreigend naar wezen werden de handen afgehakt of de ogen uitgestoken. Velen werden op die wijze bestraft.— 
In de klassieke Tibetaanse geschiedschrijving wordt de periode van Ralpachan beschreven als het tijdperk, waarin Tibet echt een boeddhistisch land wordt. Daar zijn grote kanttekeningen bij te plaatsen. De annalen van de Tang-dynastie alsmede documenten uit Dunhuang melden dat bij de ondertekening van het verdrag uit 821/822 een meerderheid van de leden van de Tibetaanse delegatie dit vierde met oude animistische rituelen. Hierbij werden de zon en de maan opgeroepen getuige te zijn van het verdrag en werden dierenoffers gebracht.
Ralpachen zelf, in de Tibetaanse geschiedschrijving de grootste van de "Religieuze Koningen" werd begraven op de oude animistische begraafplaats van Phong-rgyas, waar bijvoorbeeld ook zijn vader Sadnaleg alsmede de twee andere Dharma-Koningen Tri Songtsen Gampo en Tri Songdetsen begraven waren. In de inscriptie bij zijn graf wordt over zijn daden in strikt niet-boeddhistische termen verhaald.

## Stagnatie, verval en de moord op Ralpachan

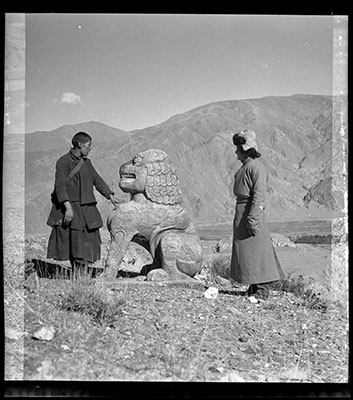
Stenen leeuw op grafheuvel van Ralpachan

Zeker in retrospectief kan men in de laatste jaren van de periode van Ralpachan al het begin van het eind van het Tibetaanse rijk zien. Het rijk kon relatief welvarend zijn door een proces van voortdurende expansie en veroveringen. Het overschot van nieuw veroverde gebieden werd gebruikt voor het hof, de administratie, het belonen van krijgsheren en voor het veroveren van opnieuw nieuwe gebieden.
De kosten voor de oorlogen in de jaren voor 821/822 waren hoog geweest. De afgesloten verdragen stabiliseerden dan wel de grenzen, maar er was geen sprake van enige gebiedsuitbreiding. Na 821/822 verdween dus iedere vorm van een economisch overschot en werd spoedig een situatie van tekort bereikt. Bij een belangrijk deel van de aristocratische familieclans nam de weerstand tegen de voortdurende en in hun ogen excessieve en economisch niet meer verantwoorde bestedingen voor kostbare religieuze vertalingen, stichting van kloosters die van belasting vrijgesteld werden en andere boeddhistische projecten sterk toe.
In veel literatuur wordt de moord op Ralpachan en het op troon komen van Langdarma als een complot en staatsgreep van volgelingen van de bönreligie beschreven. Dat is een -volstrekt onjuiste - interpretatie, die ook alleen in westerse literatuur is ontstaan. De suggestie dat Langdarma een aanhanger van de bön zou zijn komt voor het eerst voor in  Die Religionen Tibets van Helmut Hoffman uit 1956. Met name door de Engelse vertaling uit 1961 is dit verhaal - geheel onterecht - een eigen leven gaan leiden en te vaak klakkeloos gekopieerd. Er is tot nu toe geen enkele Tibetaanse bron gevonden, waarin Langdarma een aanhanger van de bön genoemd wordt.
Het waren een aantal aristocratische familieclans, die van oordeel waren dat er een eind moest komen aan het bewind van Ralpachan en de te grote invloed van het georganiseerd boeddhisme die verantwoordelijk waren voor de moord op Ralpachan. De belangrijkste was daarvan de clan van de Ba. 
Er werd voor gezorgd, dat de oudste broer, Tsangma, verbannen werd. Daarna werd de belangrijkste boeddhistische minister van Ralpachan, dezelfde eerste ondertekenaar van het Verdrag van Chang'an , Drenka Palgyi Yönten, beschuldigd in het geheim de minnaar te zijn van een van de vrouwen van Ralpachan. Dat leidde tot zijn verbanning.
Er is een versie van dit verhaal, waarin Drenka Palgyi Yönten zich verborg in een ondergrondse bunker, maar ontdekt werd door een blinde man. Die waarschuwde zijn vijanden en Drenka Palgyi Yönten werd alsnog gedood. Zij stroopten zijn huid van het lichaam , vulden dat op en maakten op die wijze een gelijkende pop. Zijn familie ontfermde zich over de resterende delen van het stoffelijk overschot en verbrandden die. Uit de rook schoot een schitterend wit licht naar de hemel dat de uitspraak deed, dat hij zonder reden was gedood en wraak zou zoeken. In deze versie werd Drenka Palgyi Yönten een demon.
De vijfde dalai lama Ngawang Lobsang Gyatso (1617-1682) schreef in zijn autobiografie dat de val van het Tibetaanse rijk het gevolg was van het verschijnen van Drenka Palgyi Yönten als demon. Lobsang Gyatso schreef aan de demon de hele serie opstanden toe die tegen het centraal gezag werd gevoerd vanaf ca. 850:
De opstanden begonnen als de vlucht van een enkele vogel in de lucht, die dan echter veel andere vogels er toe brachten zich daarbij aan te sluiten totdat hun aantal zo groot werd dat ze schade gingen toebrengen. Er was eerst een opstand in Kham. De reden daarvoor was dat de minister, Drenka Palgyi Yönten, die, hoewel zonder schuld, wedergeboren was als een duivelse geest, daarbij vele giftige geesten in het leven riep die de mensen krankzinnig maakten. Het was na deze opstanden dat de koninklijke mausoleums werden vernietigd en beroofd— 
De demon zou pas onderworpen zijn door Atisha ( eerste helft elfde eeuw), die hem tot de beschermer van het gebied van Yerpa maakte. In het gelijknamige klooster was tot aan de Culturele Revolutie een reliek te zien van Drenka Palgyi Yönten; een opgevulde mensenhuid op een houten frame.
De betreffende vrouw van Ralpachan pleegde zelfmoord en Ralpachan werd vermoord door leden van de clan van de Ba en van de clan van de Chogro.
- Système universitaire de documentation: 156469804
- Virtual International Authority File: 287813034